# Michael Loveday
Michael Loveday (* in England) ist ein britischer Filmproduzent.
2006 war Loveday als Koproduzent bei dem Film Das Himmelfahrtskommando tätig. 5 Jahre später, war Michael Loveday zum ersten Mal der Hauptproduzent eines Films und zwar bei dem Thriller A Lonely Place to Die – Todesfalle Highlands. Sein Bruder Andrew Loveday ist ebenfalls Filmproduzent.

## Filmografie
- 2006: Das Himmelfahrtskommando
- 2011: A Lonely Place to Die – Todesfalle Highlands (A Lonely Place to Die)
- 2017: Rise of the Footsoldier III – Die Pat Tate Story